# Castel Sant'Angelo
Castel Sant'Angelo (o Mole Adrianorum o Castellum Crescentii nel X-XII sec.), detto anche mausoleo di Adriano, è un monumento di Roma, situato sulla sponda destra del Tevere di fronte al pons Aelius (attuale ponte Sant'Angelo), a poca distanza dal Vaticano, tra il rione di Borgo e quello di Prati; è collegato allo Stato del Vaticano attraverso il corridoio fortificato del "passetto". Il castello è stato radicalmente modificato più volte in epoca medievale e rinascimentale.
Proprietà demaniale dello Stato Italiano, dal dicembre 2014 il Ministero per i beni e le attività culturali lo ha gestito tramite il Polo museale del Lazio, e dal dicembre 2019 attraverso la Direzione Musei statali di Roma.
Nel 2022 ha ricevuto 966 623 visitatori, risultando uno dei musei più visitati d'Italia.

## Storia

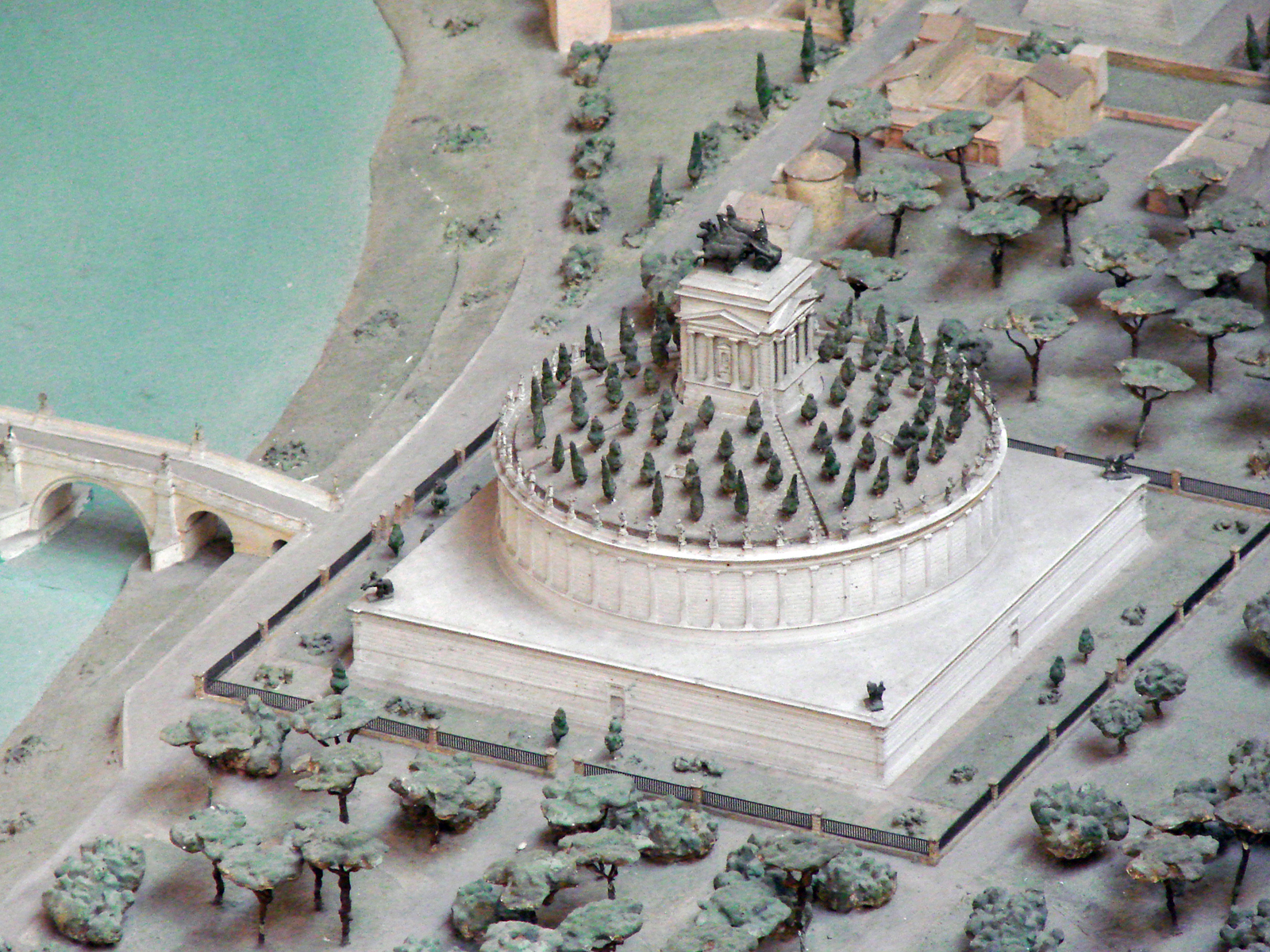
Modellino del mausoleo di Adriano.

### Origini romane
Tutto ha inizio nel 135 d.C. quando l'imperatore Adriano chiede all'architetto Demetriano di costruire un mausoleo funebre per sé e i suoi familiari, ispirandosi al modello del mausoleo di Augusto, ma con dimensioni gigantesche. I lavori durarono diversi anni e furono ultimati da Antonino Pio nel 139. Venne costruito di fronte al Campo Marzio, al quale fu unito da un ponte appositamente costruito, il Ponte Elio. Il mausoleo era composto da una base quadrata, rivestita in marmo lunense, avente un fregio decorativo a teste di buoi (Bucrani) e lesene angolari. Nel fregio prospiciente il fiume si leggevano i nomi degli imperatori sepolti all'interno. Sempre su questo lato si presentava l'arco d'ingresso intitolato ad Adriano; il dromos (passaggio d'accesso) era interamente rivestito di marmo giallo antico.

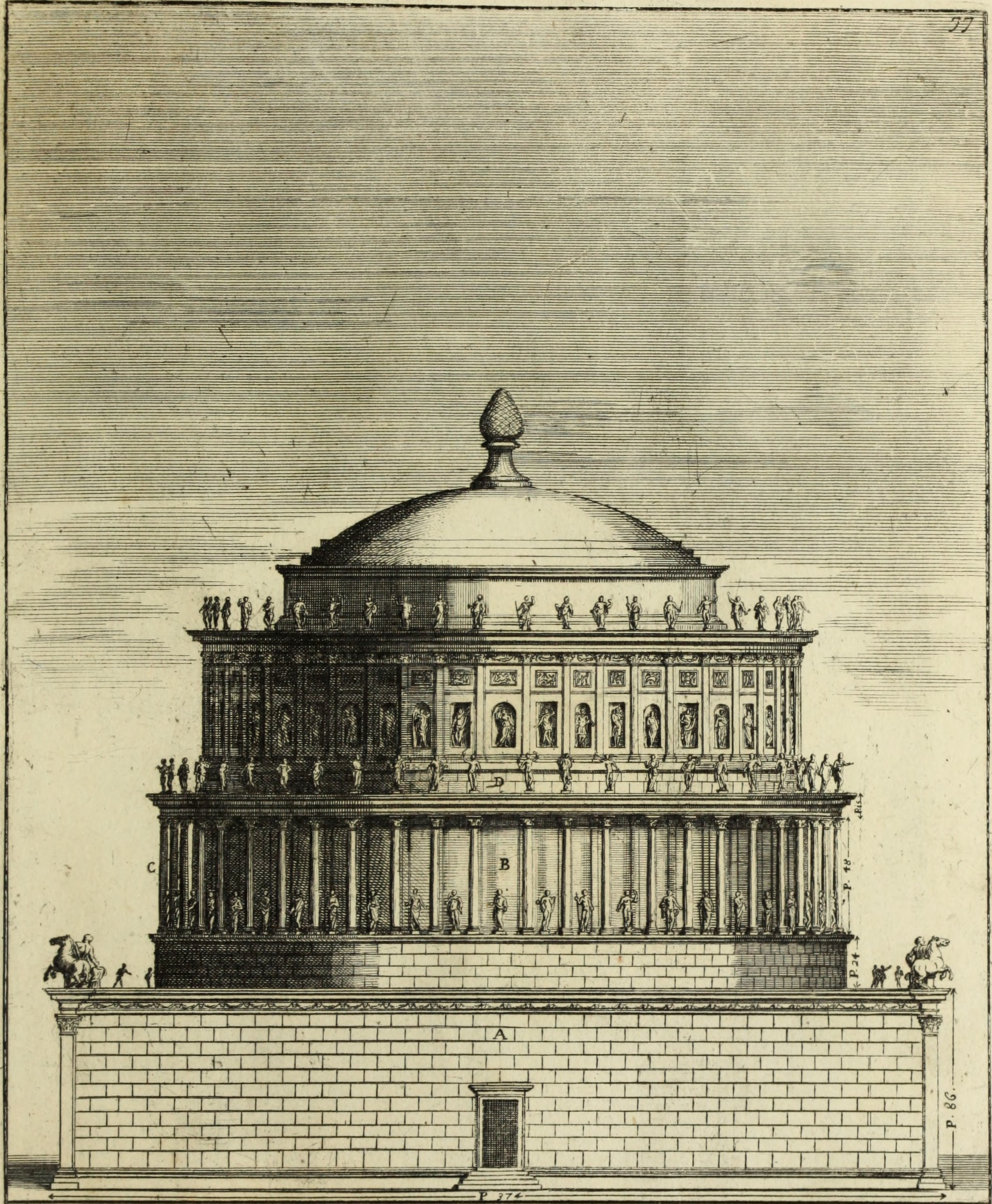
Prospetto dell'antecedente Mole Adriana (incisione in Gli antichi sepolcri, ovvero, Mausolei romani ed etruschi trovati in Roma ed in altri luoghi celebri, 1767)

Al di sopra del cuboide di base era posato un tamburo realizzato in peperino e in opera cementizia (opus caementicium) tutto rivestito di travertino e lesene scanalate. Al di sopra di esso sorgeva un tumulo di terra alberato circondato da statue marmoree, che ornavano il perimetro del monumento; di esse si conservano dei frammenti rinvenuti in loco. La statua rinvenuta più integra è il famoso Fauno Barberini. Il tumulo era infine sormontato da una gigantesca quadriga in bronzo guidata dall'imperatore Adriano, raffigurato come il sole posto su un alto basamento o, secondo altri, su una tholos circolare. Attorno al mausoleo correva un muro di cinta con cancellata in bronzo decorata da pavoni di bronzo dorato, due dei quali sono conservati al Vaticano.
All'interno, pozzi di luce illuminavano la rampa elicoidale in laterizio rivestita in marmo che con una lenta salita collegava l'ingresso o dromos alla cella funeraria, posta al centro del tumulo. Quest'ultima, quadrata e interamente rivestita di marmi policromi, era sormontata da altre due sale, forse anch'esse utilizzate come celle sepolcrali.
Il Mausoleo ospitò i resti dell'imperatore Adriano e di sua moglie Vibia Sabina, dell'imperatore Antonino Pio, di sua moglie Faustina maggiore e di tre dei loro figli, di Lucio Elio Cesare, di Commodo, dell'imperatore Marco Aurelio e di altri tre dei suoi figli, dell'imperatore Settimio Severo, di sua moglie Giulia Domna e dei loro figli e imperatori Geta e Caracalla.
Il mausoleo perse in parte la sua funzione quando fu collegato alle Mura Aureliane, diventando parte del sistema difensivo cittadino.

### Dal Medioevo all'Ottocento
Nel 403 l'imperatore d'Occidente Onorio incluse l'edificio nelle Mura aureliane: da quel momento l'edificio perse la sua funzione originaria di sepolcro, diventando un fortilizio, baluardo avanzato oltre il Tevere a difesa di Roma.
Fu allora che il mausoleo venne indicato per la prima volta con l'appellativo di castellum. Salvò la zona del Vaticano dal sacco dei Visigoti di Alarico del 410 e dei Vandali di Genserico del 455. Allora, per difendersi, i romani scagliarono sugli assalitori tutto ciò che avevano a portata di mano, persino le statue: una di queste, il cosiddetto Fauno Barberini, venne ritrovata più tardi nei fossati del fortilizio. Agli inizi del VI secolo venne adibito a prigione di Stato da parte di Teodorico.

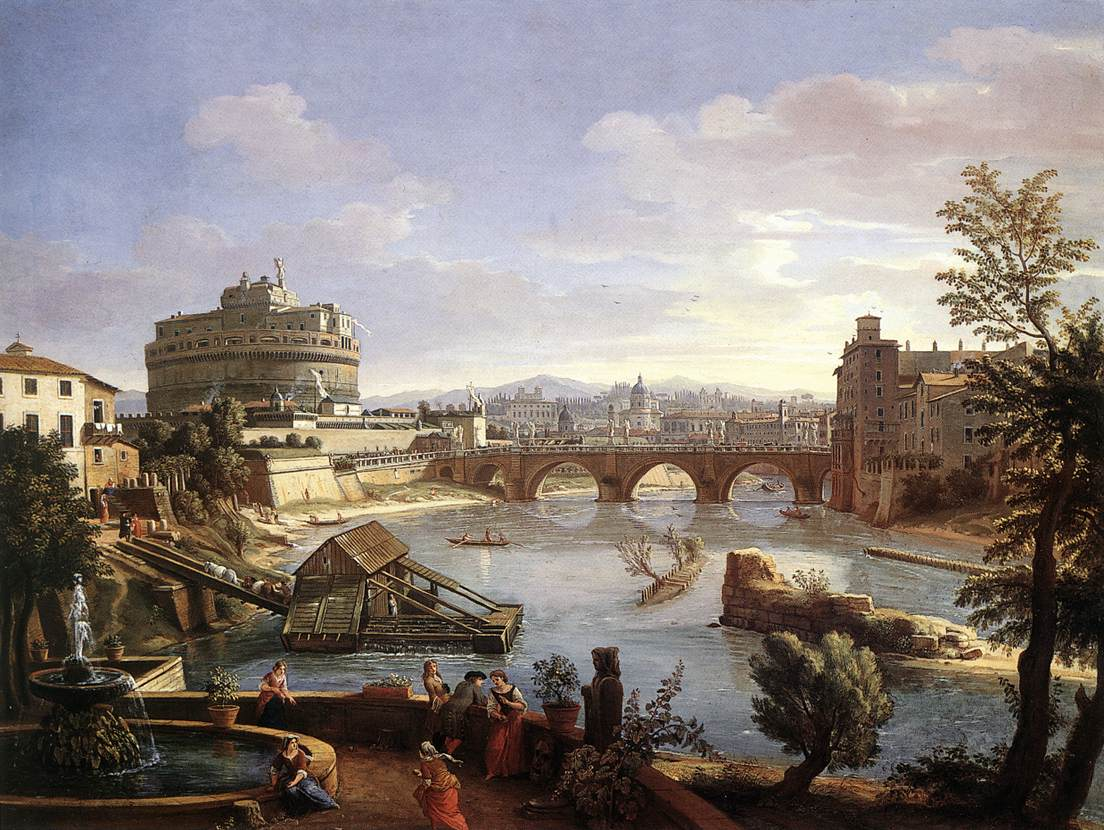
Una veduta della zona di Castel Sant'Angelo in un dipinto di fine XVII secolo

Secondo la tradizione, il monumento ottenne il suo nome attuale nel 590. Poiché Roma era flagellata da una grave pestilenza, papa Gregorio I decise di organizzare una solenne processione penitenziale. Mentre il pontefice, alla guida della processione, stava attraversando Ponte Elio, ebbe la visione dell'arcangelo Michele che, in cima alla Mole Adriana, rinfoderava la sua spada: ciò fu interpretato come un segno celeste preannunciante l'imminente fine dell'epidemia, cosa che effettivamente avvenne. Da quel momento la Mole Adriana fu nota come Castel Sant'Angelo: sulla sua sommità fu eretta una chiesa intitolata a "Sant'Angelo usque ad caelos" e, nel XIII secolo, una statua ritraente l'angelo in atto di rinfoderare la spada. Ancora oggi nel Museo Capitolino è conservata una pietra circolare con impronte dei piedi che secondo la tradizione sarebbero quelle lasciate dall'Arcangelo quando si fermò per annunciare la fine della peste.
Il possesso del fortilizio fu oggetto di contesa di numerose famiglie nobili romane: nella prima metà del X secolo la mole diventò la roccaforte del senatore Teofilatto e della sua famiglia, la figlia Marozia e il nipote Alberico, che la utilizzarono anche come prigione, uso che il castello conserverà fino al 1901. Nel 932 Marozia, già amante di papa Sergio III e moglie di Alberico I marchese di Spoleto e poi di Guido di Toscana, forse per fare la "spiritosa" volle celebrare il suo terzo matrimonio con Ugo di Provenza nella camera sepolcrale degli imperatori in Castel Sant'Angelo. Ma il gesto non le portò fortuna perché, durante il pranzo nuziale, Alberico II, il figlio di primo letto, apparve improvvisamente in Castel Sant'Angelo, costringendo Ugo alla fuga e impadronendosi del potere. Marozia finì oscuramente i suoi giorni in una cella di Castel Sant'Angelo.
Nella seconda metà del X secolo il castello passò in mano ai Crescenzi e vi rimase per un secolo, durante il quale i Crescenzi lo rafforzarono al punto da imporre alla costruzione il loro nome: Castrum Crescentii. Con questo nome Castel Sant'Angelo venne identificato a lungo, anche dopo il passaggio di proprietà ai Pierleoni e successivamente agli Orsini, ai quali fu ceduto probabilmente da papa Niccolò III di questa famiglia, che lo tennero fino al 1365 circa quando lo cedettero alla Chiesa.
Niccolò III considerata la fama di imprendibilità del castello e la sua vicinanza con la Basilica di San Pietro e il Palazzo Vaticano, decise di trasferirvi parzialmente la sede apostolica, allora nel Palazzo Lateranense, da lui giudicato poco sicuro. Per garantire una maggiore sicurezza al Palazzo Vaticano, realizzò il celebre passetto, che costituiva il passaggio protetto per il pontefice dalla basilica di San Pietro alla fortezza.
Nel 1367 le chiavi dell'edificio vennero consegnate a papa Urbano V, per sollecitarne il rientro a Roma dall'esilio avignonese. Da questo momento Castel Sant'Angelo lega inscindibilmente le sue sorti a quelle dei pontefici: per la sua struttura solida e fortificata i papi lo utilizzeranno come rifugio nei momenti di pericolo, per ospitare l'Archivio e il Tesoro Vaticani, come tribunale e prigione.
Nel 1379 il Castello venne quasi raso al suolo dalla popolazione inferocita contro la guarnigione francese lasciata a presidio del castello da Urbano V. A dare inizio alla ricostruzione fu nel 1395 papa Bonifacio IX che incaricò l'architetto militare Niccolò Lamberti di eseguire una serie di interventi di potenziamento della struttura difensiva del castello. L'ingresso al castello diventò possibile solamente attraverso un'unica rampa di accesso e un ponte levatoio. Sulla sommità dell'edificio venne ricostruita la cappella dedicata a San Michele arcangelo.

Castello e ponte S. Angelo prima dei restauri del 1901. Notare l'orologio, il portone decentrato rispetto al ponte, gli edifici da caserma dietro il muro, i bastioni invisibili.

Nei quattro secoli successivi si susseguirono interventi e trasformazioni: Nicolò V (1447–1455) dotò il Castello di una residenza papale - la prima all'interno dell'edificio – e realizzò tre bastioni agli angoli del quadrilatero esterno. Inoltre provvide al rifacimento del Ponte Sant'Angelo, crollato in occasione delle manifestazioni giubilari. Alessandro VI Borgia incaricò l'architetto Antonio da Sangallo il Vecchio di ulteriori lavori di fortificazione, in seguito ai quali l'edificio assunse il carattere di vera e propria roccaforte militare secondo le più aggiornate tecniche della "fortificazione alla moderna": furono costruiti quattro bastioni pentagonali, dedicati ai santi Evangelisti, che inglobarono le precedenti strutture realizzate sotto Niccolò V. Per garantire un maggiore controllo sulle vie di accesso al castello, papa Alessandro VI fece poi innalzare un ulteriore torrione cilindrico all'imboccatura del Ponte e attorno alle mura fece scavare un fossato riempito con le acque del Tevere.
I lavori voluti da Alessandro VI non furono diretti solo al potenziamento della struttura difensiva dell'edificio: il papa dotò il castello di un nuovo appartamento, che fece affrescare dal Pinturicchio, e aggiunse giardini e fontane. Nel corso del suo pontificato Alessandro trasformò il castello, nel quale egli amava risiedere, in una sontuosa reggia dove organizzava banchetti, feste e spettacoli teatrali. Le cronache dell'epoca descrivono la dimora come lussuosa e sfarzosa, ma oggi nulla rimane di essa, essendo stata demolita da Urbano VIII nel 1628 per far posto a nuove fortificazioni.
Le opere di fortificazione di Alessandro VI permisero a papa Clemente VII, 32 anni dopo, di resistere sette mesi all'assedio delle truppe di Carlo V, i famosi Lanzichenecchi, che il 6 maggio 1527 diedero inizio al sacco di Roma.
Nel 1525 Clemente VII fece costruire la Stufa, come allora veniva chiamato il bagno privato: una piccola stanza affrescata con ornamenti profani (delfini, conchiglie, ninfe, amorini, personaggi mitologici) ancora oggi visitabile. Nella stanza si trovava anche una vasca, nella quale l'acqua veniva versata da una bronzea Venere nuda, poi andata perduta.
Il sacco di Roma dimostrò l'utilità del castello ai papi, che intrapresero grandiosi lavori di adattamento e vi installarono una vera e propria residenza papale. Nel 1542 Paolo III fece ristrutturare il castello dagli architetti Raffaello Sinibaldi da Montelupo e Antonio da Sangallo il Giovane, dal 1520 architetto capo della fabbrica di San Pietro. La decorazione delle stanze viene affidata a Perino del Vaga e a Luzio Luzi da Todi, con la collaborazione anche di Livio Agresti da Forlì. La grande cinta bastionata pentagonale che lo circonda, ultimo episodio di una lunga storia di fortificazioni, fu iniziata sotto papa Paolo IV (1555 – 1559) e conclusa sotto i suoi successori da Francesco Laparelli.
Nel 1630 Urbano VIII distrusse tutte le fortificazioni anteriori, compreso il torrione Borgia tra il ponte e il castello, e trasferì sul lato destro il portone principale. Inoltre fece costruire una grande cortina muraria frontale.
Tra il 1667 e il 1669 Clemente IX fece collocare dieci angeli in marmo sul Ponte Elio: da allora anche il ponte viene chiamato Sant'Angelo.
Nell'Ottocento il castello fu utilizzato esclusivamente come carcere politico, chiamato con il nome di Forte Sant'Angelo.

### Dall'Unità d'Italia ai giorni nostri

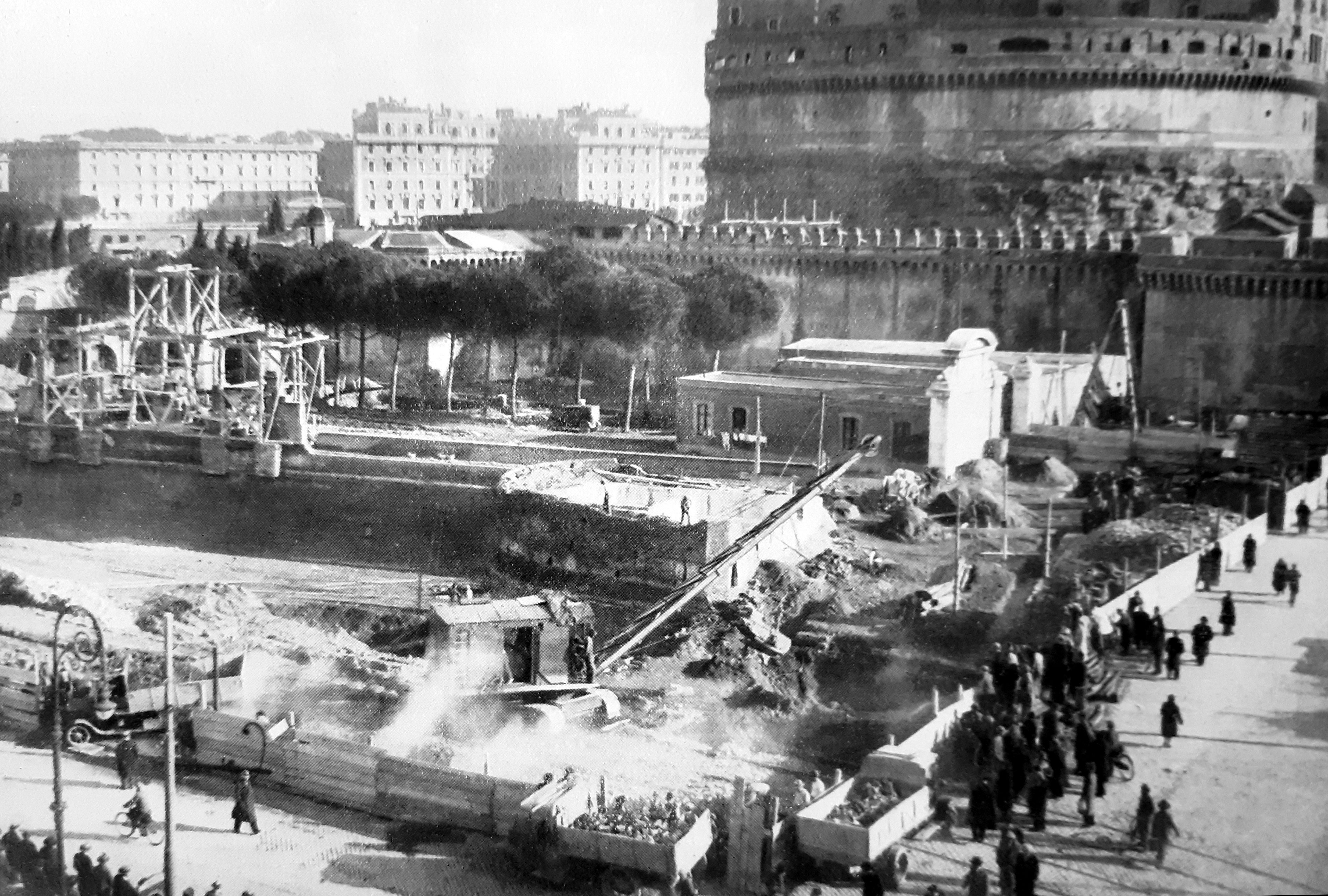
1933. Lavori in corso per il ripristino di fossati e bastioni

Dopo l'Unità d'Italia venne inizialmente impiegato come caserma, poi fu destinato a museo. A questo scopo fu oggetto di lavori di restauro da parte del Genio del Regio Esercito, sotto la guida del colonnello Luigi Durand de la Penne, con il suo collaboratore capitano Mariano Borgatti, concepisce per primo il progetto di riportare il monumento al suo antico aspetto; in realtà i risultati dei lavori di restauro furono da molti giudicati piuttosto discutibili perché portarono alla cancellazione dell'impronta bimillenaria del castello. 
L'edificio fu destinato a sede del costituendo Museo dell'ingegneria militare, inaugurato il 13 febbraio 1906, con lo stesso Borgatti come primo direttore; nel 1911 il museo fu spostato nelle adiacenti "casermette" di Urbano VIII, prima di essere definitivamente trasferito in altra sede nel 1939.

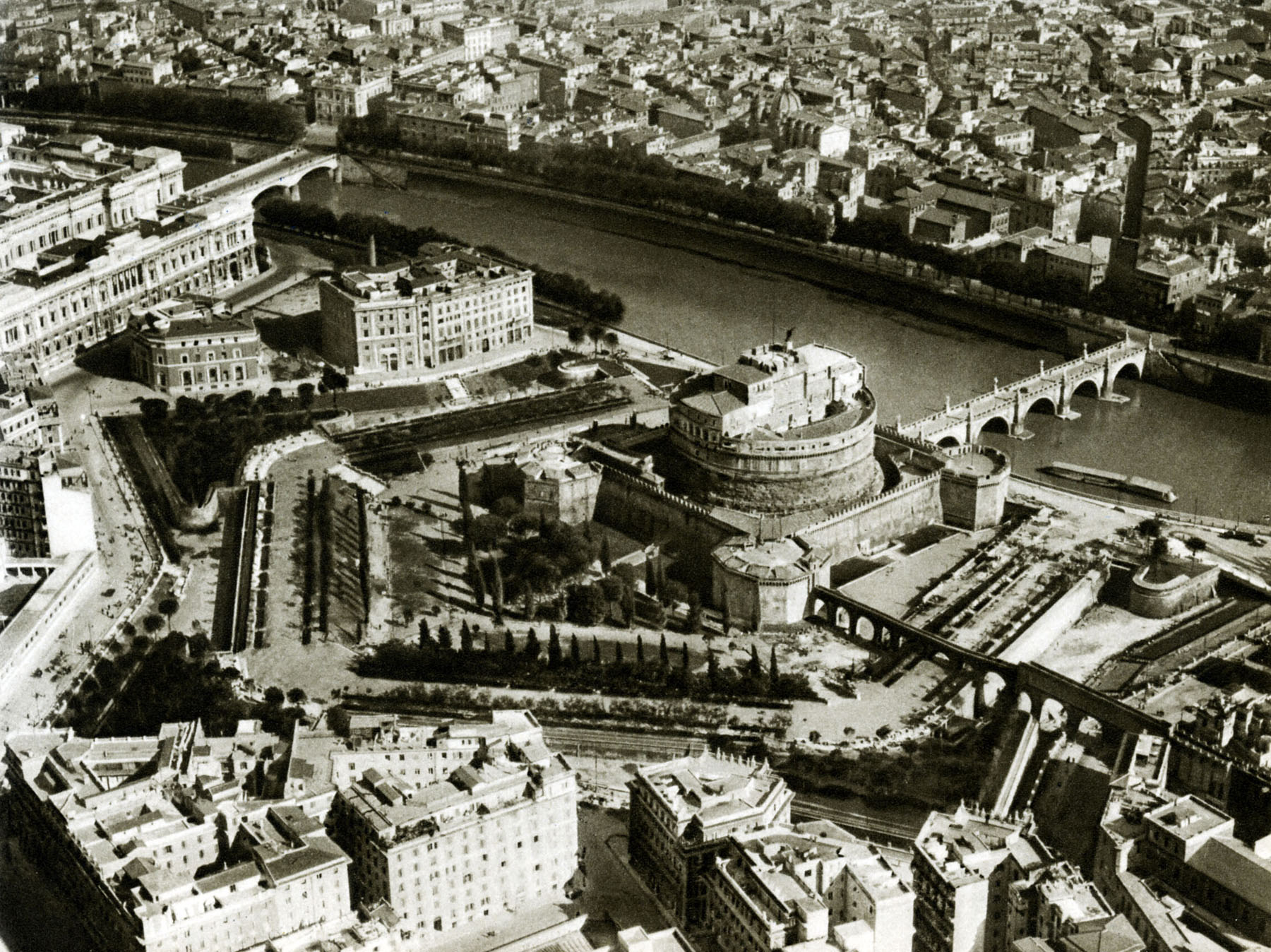
Castel Sant'Angelo foto aerea 1938

I restauri del 1933-34, su progetto di Attilio Spaccarelli, eliminarono le "casermette" di Urbano VIII, ripristinando fossati e bastioni e sistemando a giardino la zona tra la cinta quadrata e la struttura pentagonale, con il nome di Parco della Mole Adriana.
Il museo nazionale di Castel Sant'Angelo nel 2016 è stato visitato da 1 234 443 persone risultando il 5º museo italiano per numero di visitatori.

### Prigionieri di Castel Sant'Angelo
All'interno di Castel Sant'Angelo numerosi sono gli ambienti destinati al carcere, ancora oggi visitabili. La cella più malfamata era quella detta Sammalò o San Marocco, sul retro del bastione di San Marco. Il condannato vi veniva calato dall'alto e a malapena aveva spazio per sistemarsi mezzo piegato, non potendo stare né in piedi, né sdraiato. La cella era anticamente uno dei quattro sfiatatoi che davano aria alla sala centrale del Mausoleo di Adriano, dove si trovavano le urne imperiali, e che si affacciava sulla rampa di scale. Nel Medioevo era stato trasformato in segreta e qui era stato fatto un disegno dell'oscuro "San Marocco", poi storpiato in "Sammalò".

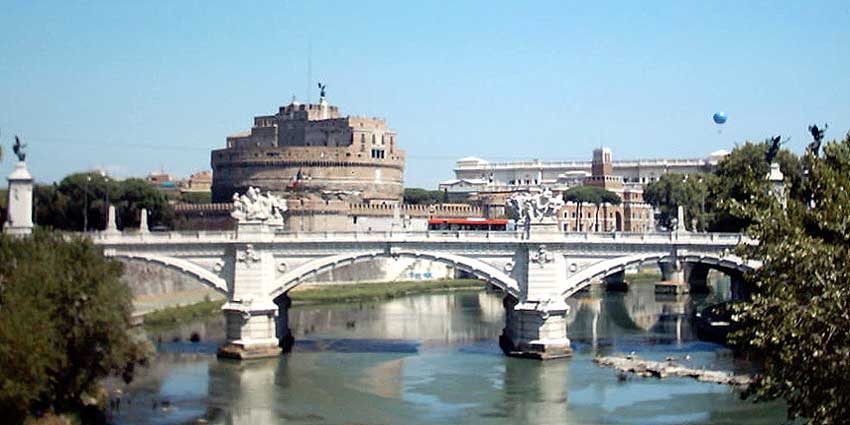
Il Castello e il ponte Vittorio Emanuele II.

Nel piano inferiore della costruzione semicircolare del Cortile del Pozzo, eretta da Alessandro VI, c'erano le celle riservate ai personaggi di riguardo. Qui tra il 1538 e 1539 fu detenuto Benvenuto Cellini. Famosa la sua evasione: durante una festa in corso presso il castello, l'artista riuscì a evadere calandosi dall'alto del muro di cinta con una corda fatta con le lenzuola. Nella caduta si ruppe una gamba ma riuscì ugualmente a raggiungere la casa del cardinal Cornaro, suo amico. Catturato nuovamente, fu ricondotto a Castel Sant'Angelo e rinchiuso nelle “segrete”: celle, a prova di evasione. Sono le prigioni storiche di Castel Sant'Angelo. Cellini stette in particolare in quella del "predicatore di Foiano", che vi era stato fatto morire di fame; vi rimase un anno, poi venne graziato dal papa per intercessione di Ippolito II d'Este e del re di Francia, suo grande estimatore. La sua cella è famosa perché su una parete Cellini vi disegnò con un rudimentale carboncino, stando a quello che egli racconta nella sua Vita (I, 120), un Cristo risorto, del quale ancora oggi ai visitatori si indica qualche traccia. In realtà questi resti del carboncino non sarebbero altro che segni “prodotti da crepacci di muro non imbiancato da secoli”.
Sul cosiddetto Giretto di Pio IV, a destra della Loggia di Paolo III, si trovano undici prigioni utilizzate per i prigionieri politici. Originariamente erano stanze costruite per i familiari di papa Gregorio XVI.
Nell'antica loggia superiore dell'appartamento pontificio di Paolo III è la Cagliostra, così chiamata perché nel 1789 vi fu tenuto prigioniero il celebre avventuriero Giuseppe Balsamo, detto conte di Cagliostro. Era una prigione di lusso, destinata a detenuti di riguardo.
Nelle celle di Castel Sant'Angelo vennero tenuti prigionieri, tra gli altri, gli umanisti Platina e Pomponio Leto, Beatrice Cenci, condannata a morte nonostante la giovanissima età e le attenuanti, e Giordano Bruno, oltre ai patrioti italiani durante il Risorgimento.

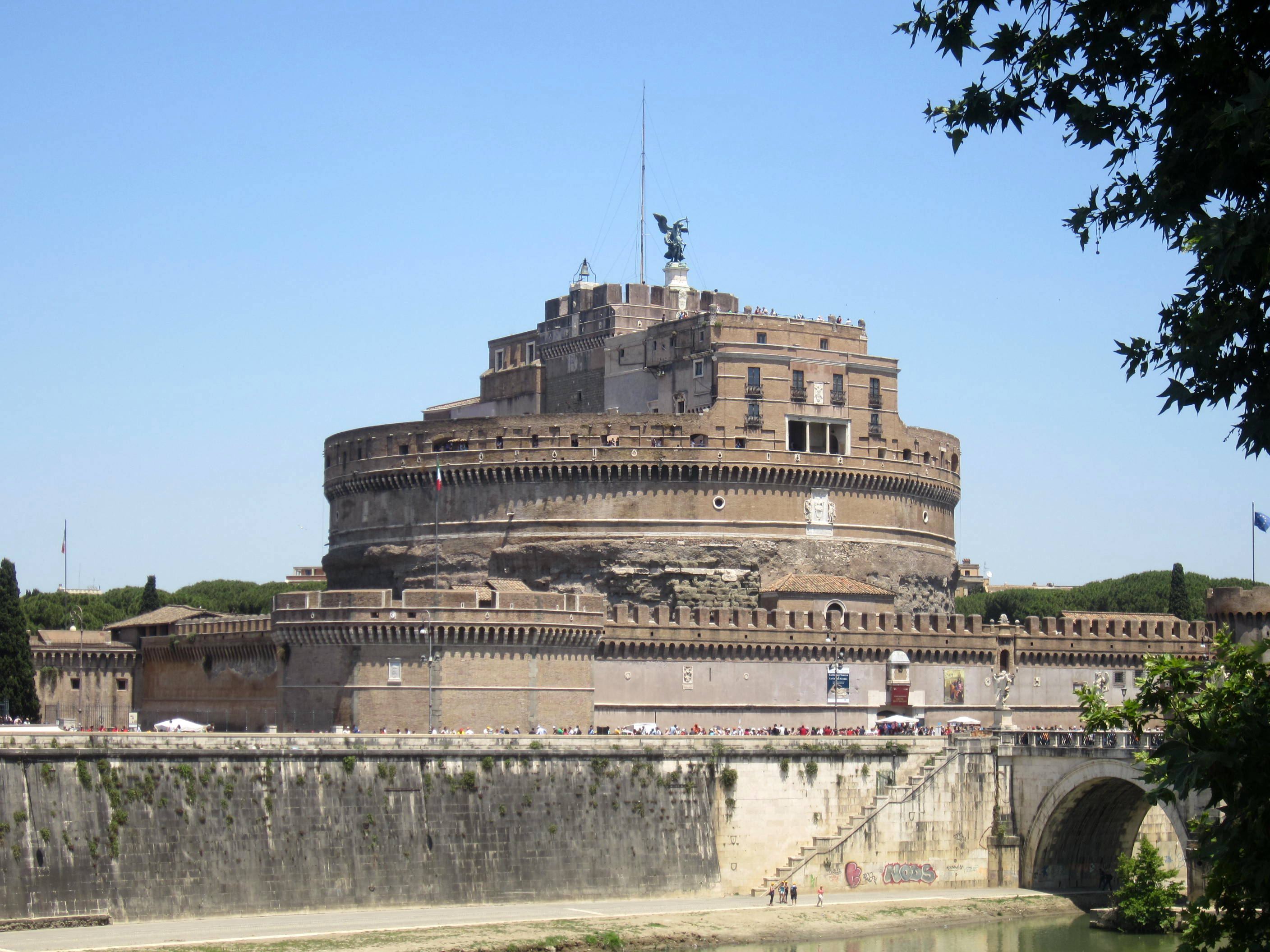
Veduta del castello dal Ponte Vittorio Emanuele II

A differenza di Benvenuto Cellini, molti illustri prigionieri di Castel Sant'Angelo vi persero la vita. Tanti di questi furono vittime dei Borgia. Tra di essi, il cardinale Giovanni Battista Orsini; questi fu imprigionato in Castel Sant'Angelo con l'accusa di aver tentato di avvelenare papa Alessandro VI. Considerata la gravità dell'accusa, la madre e l'amante del cardinale, temendo per la sorte del loro congiunto, si presentarono al pontefice con un'offerta: una perla rara e preziosissima in cambio del cardinale. Nota era la debolezza dei Borgia per le perle (sembra che Lucrezia ne possedesse più di tremila). Il papa accettò la proposta, prese la perla e, mantenendo fede alla parola data, restituì il cardinale: morto.
I processi venivano svolti nella Sala della Giustizia, le esecuzioni capitali generalmente avvenivano fuori del castello, nella piazzetta di là dal Ponte Sant'Angelo, anche se numerose furono le esecuzioni sommarie all'interno del castello e nelle stesse carceri. Nella zona del cortile antistante la Cappella dei Condannati o del Crocifisso, nell'Ottocento venivano eseguite le condanne a morte mediante fucilazione. A ogni esecuzione di una condanna capitale suonava a morto la Campana della Misericordia, sulla terrazza ai piedi della statua dell'Angelo.
Le prigioni costituiscono lo scenario del terzo atto della Tosca di Giacomo Puccini, ambientata a Roma nel 1800: il pittore Cavaradossi, condannato a morte, finisce nel carcere di Castel Sant'Angelo; qui nel cortile viene fucilato e la sua amante, Tosca, per la disperazione, si uccide buttandosi dagli spalti del castello.

## Storia del nome

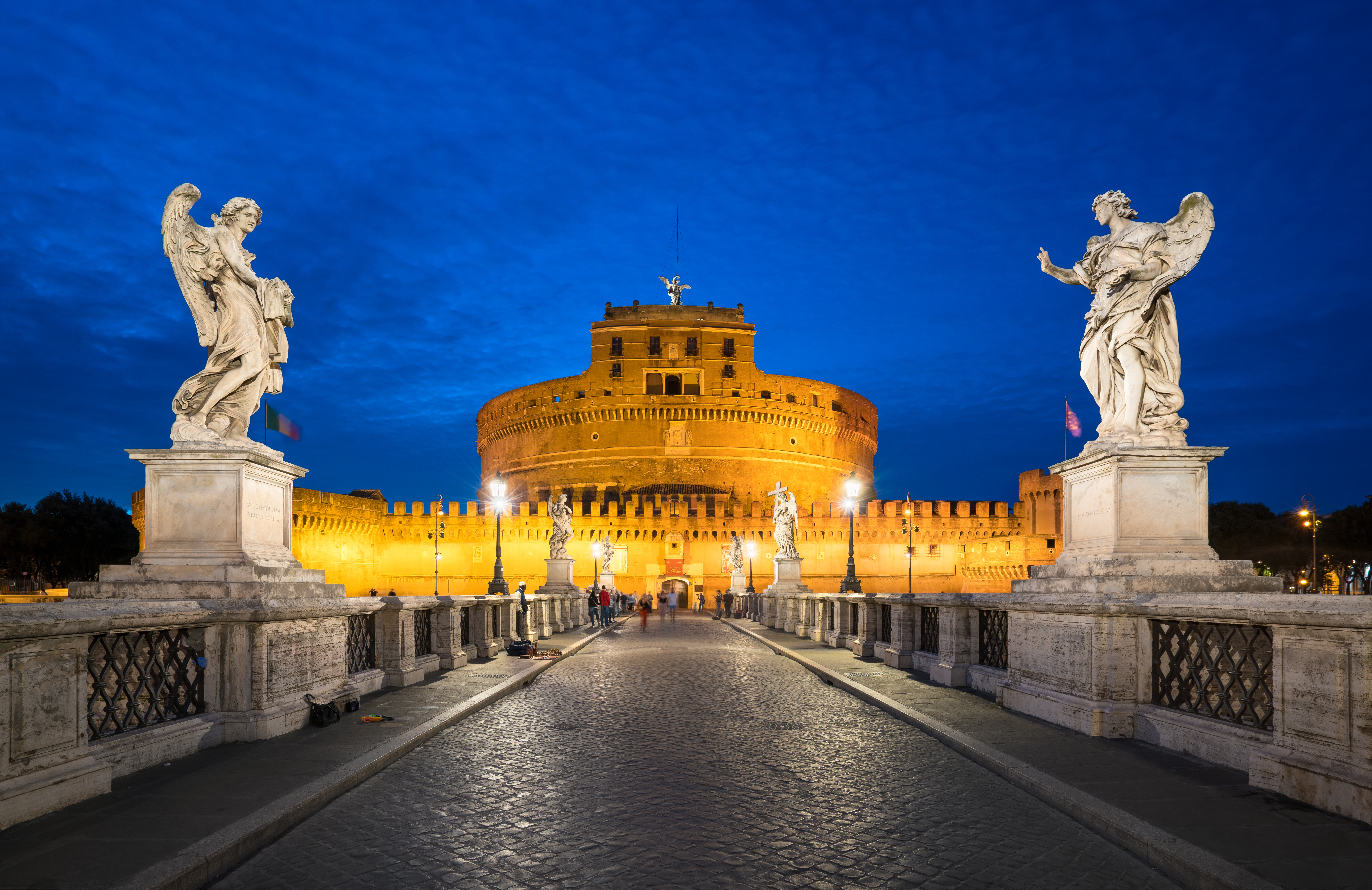
Il Ponte e Castel Sant'Angelo visti di sera

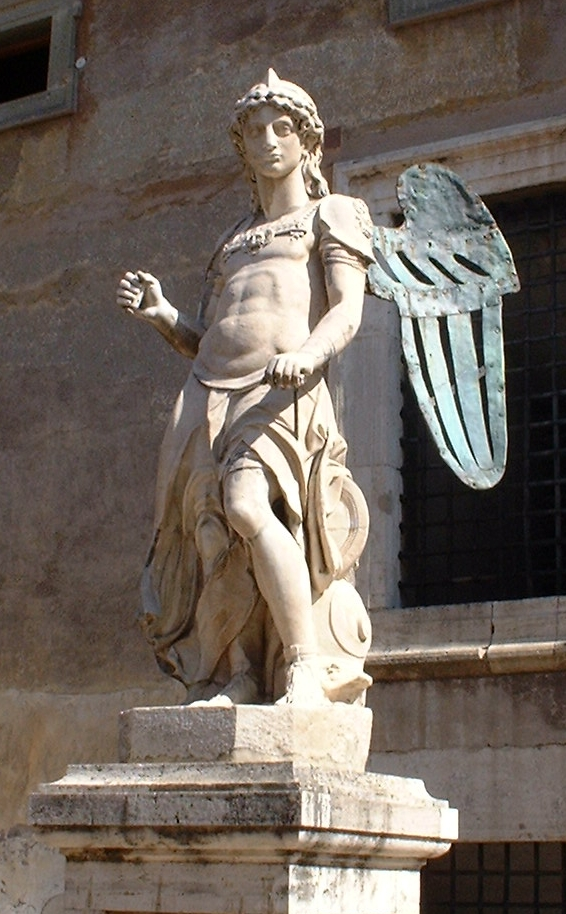
LAngelo opera di Raffaello da Montelupo.

Nel 403, l'imperatore Onorio lo include nella cinta muraria di Roma, trasformandolo in una sorta di fortilizio per la difesa della città: data da allora l'appellativo di castellum.
Nel 590 appare anche la denominazione castellum sancti Angeli, in ricordo della visione dell'arcangelo Michele rinfoderante la spada sulla Mole Adriana, avuta da papa Gregorio Magno durante una solenne processione penitenziale per scongiurare la peste che infieriva su Roma, visione interpretata come presagio dell'imminente fine della peste, cosa che puntualmente avvenne.
Nel 974 se ne impadronisce Crescenzio, della famiglia di Alberico, che lo fortifica ulteriormente: perciò viene ribattezzato Castrum Crescentii. Questo nome durerà fino alla seconda metà del XV secolo, cedendo poi definitivamente il passo alla dizione attuale.
Fino all'XI secolo è chiamato Adrianeum e anche templum Adriani e templum et castellum Adriani, come nell'ardo Benedicti, in ricordo della sua origine voluta dall'imperatore Adriano nel 135 perché servisse da tomba imperiale per sé e i successori. Il ricordo di questi appellativi è nella dizione moderna di Mole Adriana.
Dall'XI secolo nelle bolle pontificie si usa la dizione mista Castrum nostrum Crescentii e Castrum Sancti Angeli.
Nelle Chansons de geste è detto anche Torre oppure Palais Croissant, denominazione probabilmente nata da un fraintendimento di Castrum Crescentii in quanto letteralmente rimanderebbe a un ipotetico "palazzo mezzaluna".
Prima dell'anno Mille i cronisti lo chiamano domus Theodorici e anche carceres Theodorici perché Teodorico, re d'Italia dal 493 al 526, lo adibì a prigione, funzione mantenuta anche sotto i papi e con il governo italiano, fino al 1901.

### Gli angeli di Castel Sant'Angelo

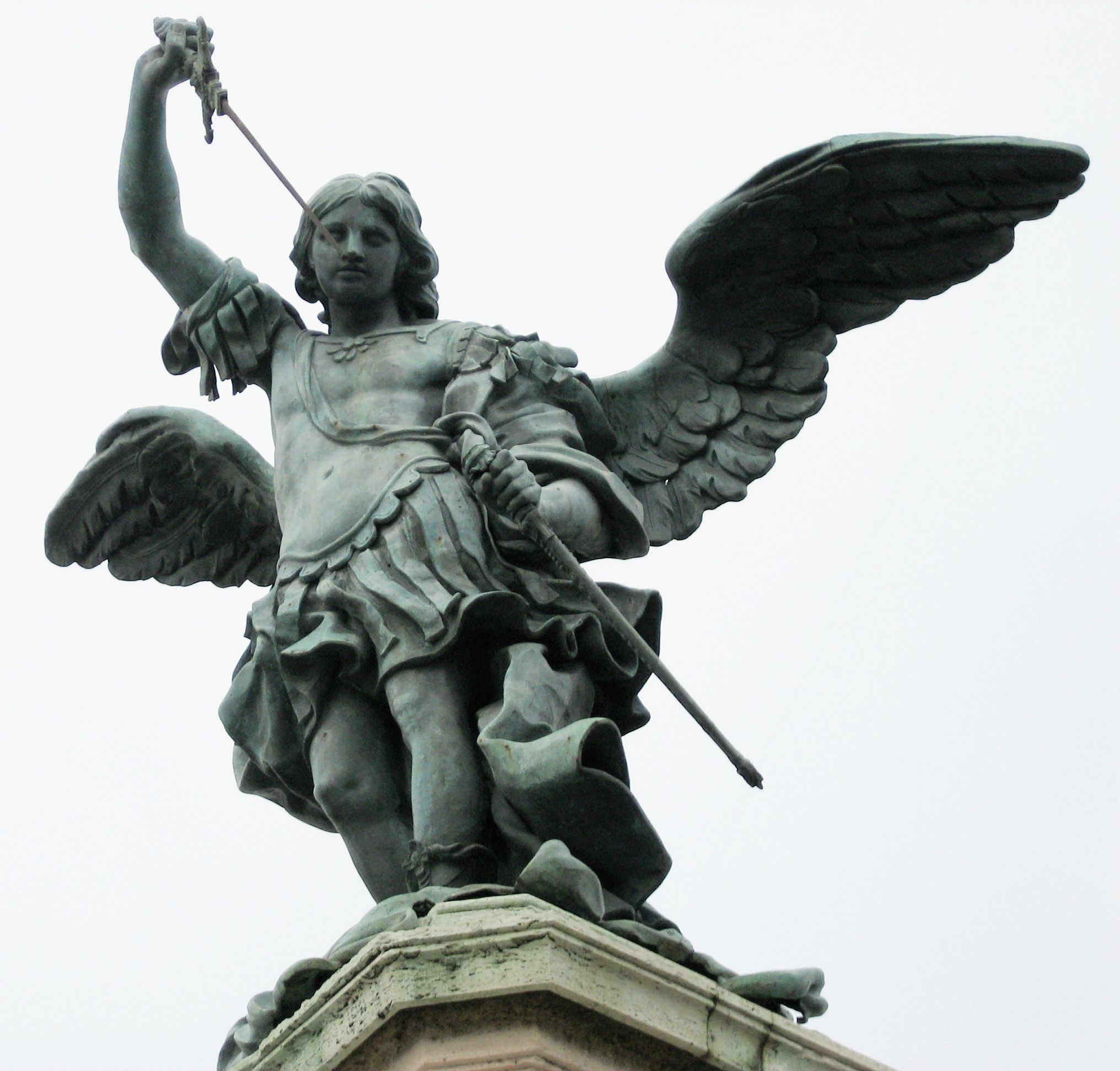
LAngelo di Castello (1753), opera di Pieter Antoon Verschaffelt.

Per commemorare l'avvenimento che ha dato il nome attuale alla struttura, la statua di un angelo corona l'edificio. In origine si trattava di una statua di legno che finì per consunzione; il secondo angelo, di marmo, fu distrutto nel 1379 in un assedio e sostituito nel 1453 da un angelo di marmo con le ali di bronzo. Questo angelo venne distrutto nel 1497 da un fulmine che fece esplodere una polveriera nel castello e fu sostituito con uno di bronzo dorato che però nel 1527 venne fuso per farne cannoni. Infine fu la volta di una statua in marmo con le ali di bronzo di Raffaello da Montelupo risalente al XVI secolo e attualmente visibile nel Cortile dell'Angelo e poi, nel 1753, arrivò l'attuale angelo in bronzo di Peter Anton von Verschaffelt, sottoposto a restauro tra il 1983 e il 1986.

## Il museo: livelli e percorsi di visita

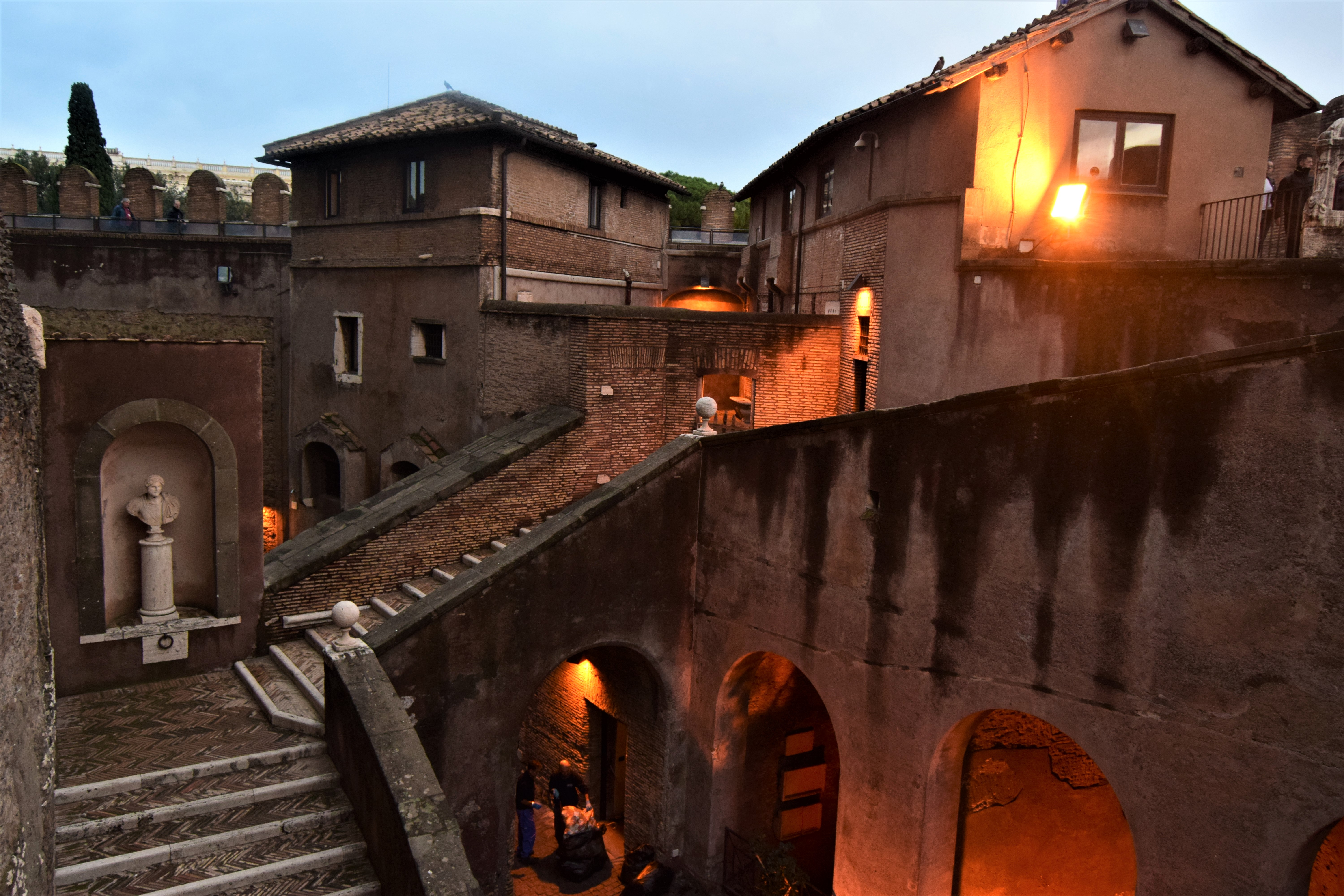
Interni del castello

Le modificazioni apportate nel tempo all'edificio, in forza dei diversi usi che nei secoli ne furono fatti, definiscono oggi tre tipologie architettoniche riunite in un unico monumento, agevolmente percepibili e distinguibili in 7 livelli.
- Ai livelli 1, 2 e 3 si sviluppa il mausoleo, dal quale avviene l'accesso al monumento, attraverso il Dromos, l'atrio e la rampa elicoidale, fino alla sala delle urne. Questo percorso è stato ripristinato al massimo possibile livello di fedeltà storica. Al livello 3 della struttura adrianea - sotto quello che è oggi il Cortile dell'Angelo - furono sistemati, probabilmente in età medioevale, depositi di grano e olio. Al di sotto dell'altro cortile - quello di Alessandro VI o del pozzo - furono create da Alessandro VI Borgia le cosiddette "prigioni storiche", quelle da cui evase Benvenuto Cellini.
- Il castello fortificato, ripetutamente modificato tra il IV e il XVII secolo e da ultimo restaurato con forti manomissioni e successivi parziali ripristini nella prima metà del Novecento, costituisce la fortificazione del livello 2. La lettura migliore di questa struttura si ha dalle immagini aeree. È comunque percorribile il camminamento di ronda (marcia ronda) tra i bastioni intitolati ai quattro evangelisti[27].
- gli appartamenti pontifici:
  - al livello 4 si trovano il cortile dell'Angelo, il cortile e la cappella di Leone X, il cortile con il pozzo e le adiacenti salette di Alessandro VI, e la stufetta di Clemente VII;
  - al livello 5 si trovano gli ambienti rinascimentali più fastosi e meglio conservati, gli appartamenti privati di Paolo III Farnese, con la loggia che guarda a nord verso la via Flaminia e le fastosissime sale affrescate da Perin del Vaga[28]; la posizione dominante di questo livello era stata già occupata vent'anni prima dalla loggia di Giulio II, affacciata sul ponte e sulla città; i due "giretti" tra le logge - quello coperto di Pio IV Medici e quello scoperto di Alessandro VII Chigi;
  - al livello 6, organizzato e decorato anch'esso nella ristrutturazione voluta dal papa Farnese, si collocano la biblioteca, la sala del Tesoro con i suoi armadi e forzieri (da alcuni è considerata la vera cella sepolcrale dell'imperatore Adriano), la sala dei Festoni, quella cosiddetta dell'Adrianeo e infine la "Cagliostra", in origine ambiente superiore della loggia Farnese, poi adibita a prigione per detenuti di riguardo (il nome deriva dalla prigionia di Cagliostro del 1789-91). A questo livello fu costruito a metà del Settecento, impostato sulla loggia di Giulio II, cioè rivolto verso il ponte e la città, l'appartamento del castellano, sette vani oggi adibiti a uffici.
  - al livello 7 si trovano ambienti destinati dal XVII secolo per ospitare archivi ai quali non bastava più lo spazio delle sale sottostanti: la "sala rotonda", parte superiore estrema della torretta di età adrianea, in corrispondenza della sala del tesoro, e la "sala delle colonne", costruita a metà del Settecento. Dalla sala rotonda si accede al Terrazzo dell'angelo da dove si vede, davvero, "tutta Roma".

### Opere d'arte
- Lorenzo Lotto, San Girolamo penitente, 1509 circa
- Carlo Crivelli, Cristo benedicente e Sant'Onofrio, 1493
- Ambrogio Zavattari. Madonna in trono col Bambino e i santi Ambrogio, Giovanni Battista, Pietro, Vittore, Benedetto e Antonio Abate, 1459

### Visitatori/introiti
Nel 2016 il sito ha fatto registrare 1 234 443 visitatori. Qui di seguito trovate un andamento complessivo del Museo di Castel Sant'Angelo degli ultimi quindici anni, sulla base dei dati dell'ufficio statistico dei beni culturali italiani:
| Anno | Visitatori totali | Introiti lordi | Prezzo medio entrata |
| ---- | ----------------- | -------------- | -------------------- |
| 2014 | 1 021 319         | 5 147 369,50 € | 5,04 €               |
| 2013 | 918 591           | 4 559 306,00 € | 4,96 €               |
| 2008 | 734 583           | 2 432 239,50 € | 3,31 €               |
| 2003 | 645 686           | 2 306 699,50 € | 3,57 €               |
| 1998 | 493 691           | 1 505 161,99 € | 3,05 €               |

## Nella cultura di massa

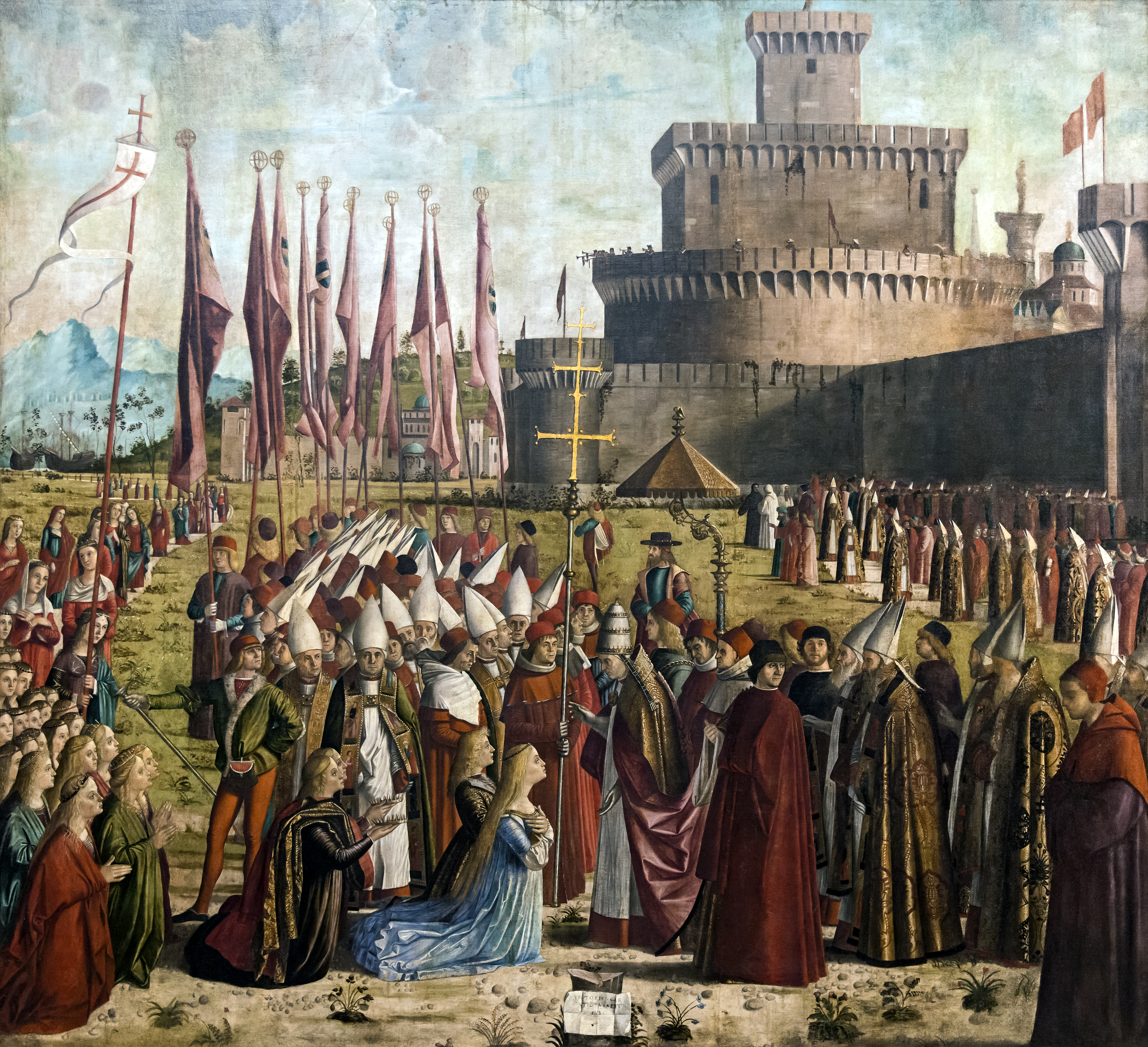
Castel Sant'Angelo quale appare in Incontro dei pellegrini con papa Ciriaco, dalle Storie di sant'Orsola di Vittore Carpaccio

- Le mura dell'edificio appaiono nel telero Incontro dei pellegrini con papa Ciriaco, uno dei nove segmenti delle Storie di sant'Orsola, opera di Vittore Carpaccio.
- Sul modello di Castel Sant'Angelo fu edificata nell'Abbazia di Novacella in Alto Adige, nel XV secolo, una singolare chiesa rotonda concepita come una fortezza a difesa contro i turchi e dedicata all'Arcangelo Michele, detta, proprio per il suo carattere fortificato, "Engelsburg".
- Giacomo Puccini ambientò a Castel Sant'Angelo l'ultimo atto della Tosca.
- Diverse scene, interni ed esterni, della versione cinematografica di Tosca del 1941, furono realizzate dentro Castel Sant'Angelo.
- Nel luglio del 1954 gli stilisti Vincenzo Ferdinandi, Sorelle Fontana, Emilio Schuberth, Giovannelli-Sciarra, Eleonora Garnett, Mingolini-Gugenheim e Clarette Gallotti della "Tessitrice dell'Isola" riuniti dal Sindacato Italiano Alta Moda, organizzarono l'evento "Alta Moda a Castel Sant'Angelo"[36] ambientato nella suggestiva cornice della celebre fortezza, in contrapposizione alle sfilate che si tenevano nello stesso periodo a Palazzo Pitti di Firenze e polemicamente disertate dagli stilisti romani.
- Nel 1954 Luchino Visconti riprese presso Castel Sant'Angelo le scene finali del film Senso in sostituzione di quelle girate in Veneto che erano state soppresse dalla censura.
- Nel settembre 1980, le Poste Italiane dedicarono a Castel Sant'Angelo un francobollo da 5 lire, facente parte della raccolta nota come "Castelli d’Italia".
- Il castello è presente come ambientazione nel libro Angeli e demoni di Dan Brown.
- In una scena del film commedia Notte prima degli esami - Oggi di Fausto Brizzi, del 2007, gli attori Nicolas Vaporidis e Carolina Crescentini prendono parte ad un flash mob durante il quale, insieme a molte altre persone, ballano completamente nudi sul ponte di Castel Sant'Angelo.
- Nel mondo dei videogiochi il castello è presente nell'ultima missione di Assassin's Creed II e in buona parte di Assassin's Creed: Brotherhood, quasi interamente ambientato a Roma.
- Nel dialetto romanesco l'edificio è chiamato "La cagliostra", dall'epoca dell'imprigionamento di Cagliostro.